# جزیره جرجاک
جزیره جرجاک (به انگلیسی: Jerejak Island) یک جزیره بسیار کوچک در ساحل شرقی جزیره پنانگ در ایالت پنانگ، مالزی است. این جزیره در ناحیه شمال شرقی جزیره پنانگ واقع شده است، هم چنین با کمی قایق‌سواری از شهر بایان لپاس در نزدیکی رأس جنوب شرقی جزیره پنانگ می‌توان به این جزیره رسید. در سال‌های نه چندان دور، این جزیره محل آسایشگاه اصلی جذامی‌های شهرک‌های تنگه (سال ۱۸۶۸)، مرکز قرنطینه (سال ۱۸۷۵) و یک مستعمره جزایی (سال ۱۹۶۹) بود.

## پیشرفت امروزی
در سال ۲۰۰۰، طرح‌هایی برای توسعه دوباره جزیره، جهت تبدیل شدن به یک استراحتگاه انجام گردید که در نتیجه به فعالیت مؤسسات ناخوشایند همانند آسایشگاه بیماران و زندان خاتمه داده شد. در ژانویه سال ۲۰۰۴، استراحتگاه و تفریحگاه تندرستی طبیعی جرجاک برای فعالیت تجاری افتتاح شد. استراحتگاه بر فراز منطقه ای ساخته شده است که سکونتگاه جذامی‌ها بوده است.
این طرح توسعه، با ابراز نگرانی در مورد برچیدن سیستماتیک میراث و بقایای تاریخی جزیره و ضربه زدن بر اکوسیستم آسیب‌پذیر آن، تا حدودی چالش‌انگیز بود.